# Horst Gutsche

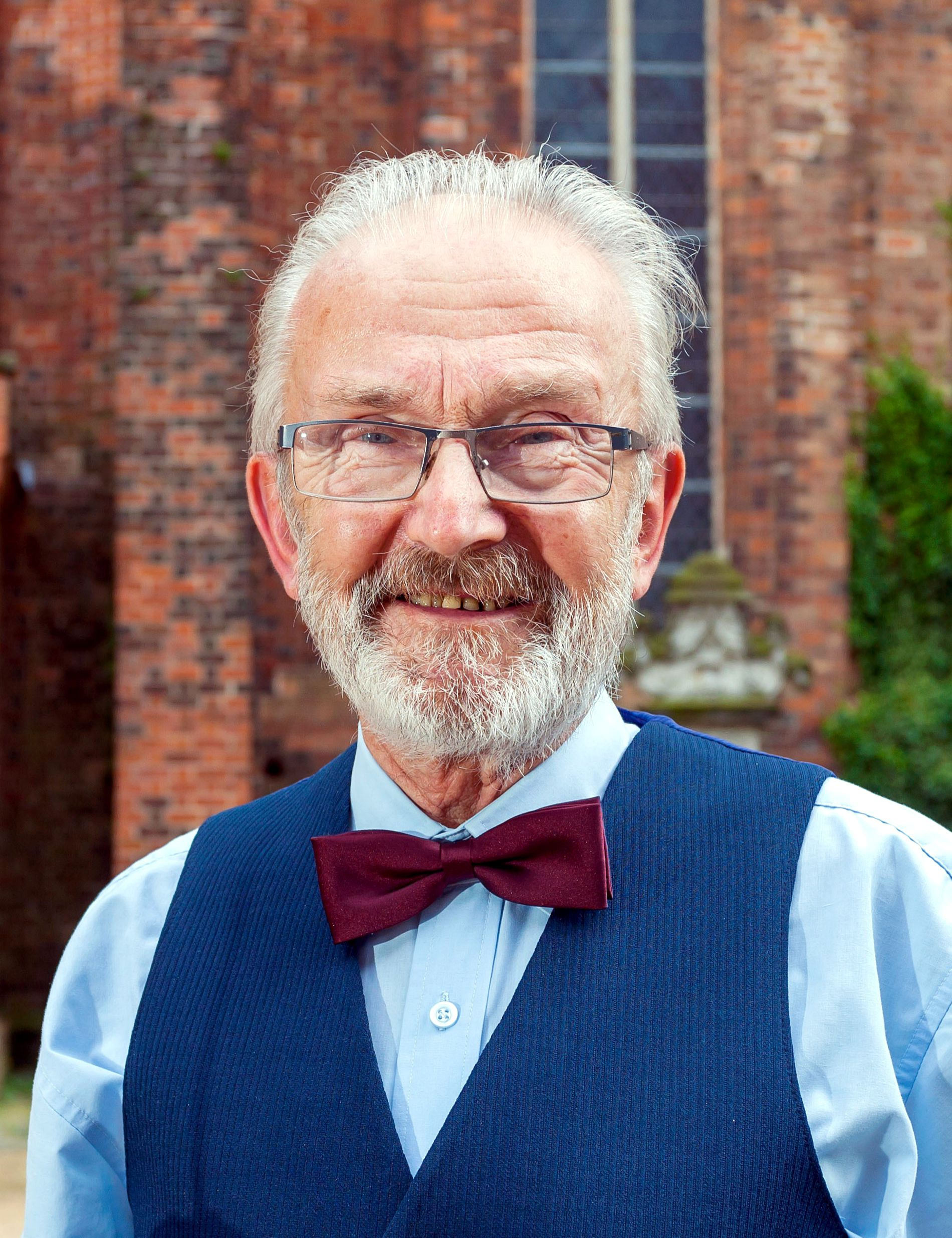
Horst Gutsche vor der St.-Marien-Kirche in Herzberg, 2016

Horst Gutsche (* 10. Mai 1936 im Geburtshaus Obrawalde, Grenzmark Posen-Westpreußen)
ist ein deutscher Numismatiker und Heimatforscher für das Gebiet um Herzberg (Elster).

## Werdegang
Seine Eltern betrieben eine Landwirtschaft in Bomst. Ab dem Kriegsende wohnte er an verschiedenen Orten im Osten Deutschlands, sein Abitur legte er 1954 an der Friedrich-Engels-Oberschule in Rochlitz ab.
Anschließend bewarb er sich an der Pädagogischen Hochschule Potsdam und schloss dort 1958 mit dem Staatsexamen als Oberstufenlehrer für Mathematik und Physik ab.
Im selben Jahr begann er als Lehrer an der Oberschule I in Herzberg zu arbeiten, seit 1964 lehrte er an der dortigen Erweiterten Oberschule.
Als er sich auch 1973 weigerte, Mitglied der SED zu werden, musste er die Erweiterte Oberschule verlassen und lehrte daraufhin bis zu seiner Pensionierung 1992 an der Oberschule II.

## Wirken als Numismatiker und Heimatforscher
Horst Gutsche war 1967 Gründungsmitglied der Fachgruppe Numismatik des Kreises Herzberg im Kulturbund der DDR und seit Anbeginn dessen Leiter. Er war maßgeblich daran beteiligt, während der Wendezeit die Fachgruppe in den Herzberger Münzfreunde e. V. umzuwandeln und blieb dessen Vorstandsvorsitzender bis Anfang 2018. Im Jahr 1993 war er gleichfalls Mitbegründer des Kultur- und Heimatvereins Herzberg (Elster) e. V.
In seiner Eigenschaft als anerkannter ortsansässiger Numismatiker bat man ihn oft um seinen fachkundigen Rat. So bestimmte und ergänzte er den numismatischen Inhalt des bei Renovierungsarbeiten 1988 herunter geholten Turmknaufs der St.-Marien-Kirche.
Ein weiterer Glücksfall für die Stadt, Horst Gutsche und die numismatische Fachwelt war der Münzfund von Frauenhorst 1996, den er vollständig bestimmte und mit Hilfe der herausgegebenen Dokumentation und mehreren Fachvorträgen einer breiten Öffentlichkeit vorstellen konnte.
Bereits seit 1991 mehrfach Autor von Beiträgen im Heimatkalender für die Region Herzberg, übernahm er von 1997 bis 2003 dessen Chefredaktion.
Als im Kultur- und Heimatverein versucht wurde, an in Herzberg geborene Persönlichkeiten mit Gedenktafeln zu erinnern, stieß man auch auf den Arzt und Numismatiker Eugen Rahnenführer, infolgedessen sich Horst Gutsche führend an der Erforschung des Lebenslaufes seines Kollegen beteiligte. Er organisierte weiterhin die Festlichkeiten anlässlich des 200. Geburtstags der Schriftstellerin Louise von François.
Bedingt durch seinen ehemaligen Beruf als Lehrer interessierte er sich besonders für die seit 2001 im Besitz des Kultur- und Heimatvereins befindliche Schulchronik der Jahre 1873 bis 1944. Um diese dem heutigen Leserkreis zugänglich zu machen, transkribierte er sie aus der Kurrentschrift und gab sie 2005 als Buch heraus. Aus demselben Grund veröffentlichte er 2013 die Bürgermeister Biltz-Chronik.
In Würdigung seiner Verdienste in der „Heimatgeschichtsforschung für Herzberg und Region[, …] seiner unermüdlichen Recherche und publizistischen Arbeit[, … seines vielfältigen Engagements] für die Entfaltung des kulturellen Lebens der Stadt [… und] als enthusiastischer Mitstreiter bei der Gestaltung der Städtepartnerschaften“ ernannte ihn seine Heimatstadt Herzberg am 16. Juli 2009  zum Ehrenbürger.

## Privates
Horst Gutsche ist seit 1959 verheiratet. Mit seiner Frau Gisela hat er einen Sohn und eine Tochter.

## Werke (Auswahl)
- Horst Gutsche: Münzen erzählen aus der Geschichte: der Schatzfund von Herzberg-Frauenhorst 1996. Herzberger Münzfreunde/Stadt Herzberg, Herzberg (Elster) 1997, ISBN 3-00-001369-5.
- Horst Gutsche/Kultur- und Heimatverein Herzberg (Elster) e.V. (Hrsg.): Herzbergs historische Schulchronik. BücherKammer, Herzberg (Elster) 2005.
- Horst Gutsche (Hrsg.): Numismatisches rund um Herzberg (Elster). BücherKammer, Herzberg (Elster) 2009, ISBN 978-3-940635-16-7.
- Horst Gutsche (Hrsg.): Bürgermeister Biltz-Chronik. BücherKammer, Herzberg (Elster) 2013.
- Eugen Rahnenführer. Ein Leben für den Menschen und die numismatische Wissenschaft; zum 50. Todestag von Eugen Rahnenführer 2008. In: Freiberger Münzblätter 17  (2008), S. 50–63.
- Ein Leben für den Menschen und die Wissenschaft Eugen Rahnenführer zum Gedenken. In: Heimatkalender für die Region Herzberg 2005, S. 158 ff.

## Auszeichnungen
- 1988 Pestalozzimedaille in Gold

- 2004 „Preis für Heimatgeschichte“ des Landkreises Elbe-Elster[12]

- 2009 Ehrenbürger der Stadt Herzberg (Elster)

- 2017 Ehrennadel der Sächsischen Numismatischen Gesellschaft e.V.[13]